# Ethylbutylacetylaminopropionaat
Ethylbutylacetylaminopropionaat (merknaam: IR3535 van Merck KGaA) is een insectenwerend middel. Het is een carbonzuurester en een aceetamide.
Ethylbutylacetylaminopropionaat wordt al tientallen jaren gebruikt en is niet meer door een octrooi beschermd. In het kader van de Europese regelgeving rond biociden is de stof beoordeeld als bestaande werkzame stof en goedgekeurd voor gebruik in biociden voor productsoort 19, insectwerende en lokstoffen, met ingang van 1 november 2015. Ze wordt onder meer toegevoegd aan zonnebrandcrèmes en insectwerende crèmes, sprays, lotions. Bijtende insecten en mijten zoals muggen en teken worden erdoor afgeweerd.